# Lubkowszczyzna
Lubkowszczyzna (biał. Любкаўшчына, Lubkauszczyna; ros. Любковщина, Lubkowszczina) – agromiasteczko na Białorusi, w obwodzie mińskim, w rejonie stołpeckim, w sielsowiecie Mikołajewszczyzna.

## Historia
W XIX i w początkach XX w. położona była w Rosji, w guberni mińskiej, w powiecie słuckim, w gminie Howiezna.
W dwudziestoleciu międzywojennym wieś i folwark leżące w Polsce, w województwie nowogródzkim, w powiecie nieświeskim, w gminie Howiezna. W 1921 wieś liczyła 179 mieszkańców, zamieszkałych w 31 budynkach, wyłącznie Polaków wyznania prawosławnego. Folwark liczył zaś 21 mieszkańców, zamieszkałych w 1 budynku, wyłącznie Polaków. 13 mieszkańców było wyznania rzymskokatolickiego i 8 prawosławnego.
Po II wojnie światowej w granicach Związku Sowieckiego. Od 1991 w niepodległej Białorusi.